# Podzámčok
Podzámčok és un poble i municipi d'Eslovàquia que es troba a la regió de Banská Bystrica.

## Història
La primera menció escrita de la vila es remunta al 1425.

## Demografia
| Godina             | 1994 | 2004   | 2014    | 2024   |
| ------------------ | ---- | ------ | ------- | ------ |
| Nombre de persones | 337  | 336    | 512     | 555    |
| Diferència         |      | −0,29% | +52,38% | +8,39% |

| Godina             | 2023 | 2024   |
| ------------------ | ---- | ------ |
| Nombre de persones | 554  | 555    |
| Diferència         |      | +0,18% |